# Замок Белл Айсл

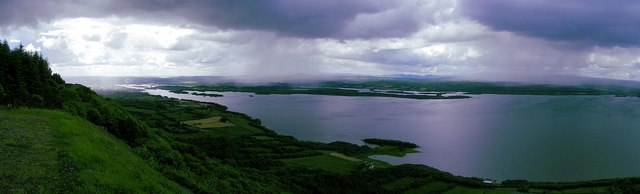
Озеро Лох-Ерн.

Замок Белл Айсл (англ. Belle Isle Castle) — один із замків Ірландії, розташований на острові Белл, земля Лісбеллоу, графство Фермана, Північна Ірландія. Замок є пам'яткою історії та архітектури і охороняється законом. Навколо замку лежить маєток площею 470 акрів землі. Замок був побудований на початку XVII століття. Замок відреставрований і нині є популярним об'єктом туризму, використовується як готель та для проведення різних урочистих подій. Крім того, у замку є кулінарна школа. Замок довгий час був заселений, в замку жили покоління шляхти, у замку жив Ральф Гор — І граф Росс. У ХХ столітті замок досить сильно занепав, але в 1991 році замок був капітально відреставрований та відремонтований, відкрив свої двері для відвідувачів та туристів. Замок має галереї, оглядові вежі, внутрішній двір, бенкетну залу. Біля замку є будинки і котеджі для проживання. Котеджі побудовані в різних стилях — гості можуть вибрати собі котедж до свого смаку. У замку є старовинні меблі ірландських та англійських майстрів, великий камін, художньо зроблені вікна і стелі, з вікон відкривається вид на парк, що був закладений в XVIII столітті.

## Історія замку Белл Айсл
Замок Белл Айсл був перебудований на комфортабельний особняк для житла приблизно у 1700 році. Здійснив це сер Ральф Гор — IV баронет Гор. Його дід — Пол Гор колись отримав у володіння острів Белл. Онук сера Ральфа Гора, що теж мав ім'я Ральф Гор народився в цьому замку в 1725 році. Протягом всього свого життя він розширював, добудовував і вдосконалював замок, добудовував котеджі, вежі, використовував розробки дизайнера Томаса Райта, заклав чудовий сад і парк, який оточує замок і досягає берегів озера Лох-Ерн. Після смерті Ральфа Гора в 1801 році, замок успадкувала єдина його дочка, що вижила — леді Мері Гардіндж — дружина сера Річарда Гардінджа — І баронета Гардиндж.
Після смерті леді Гардиндж в 1824 році, і смерті її чоловіка два роки по тому, маєток успадкував її племінник — сер Чарльз Гардиндж — ІІ баронет Гардиндж з Тонбридж Кента. Замок його абсолютно не цікавив. У 1830 році він продав маєток і замок за £ 68 000 Джону Грею Портеру Кілскірі. Його нащадки володіли замком аж до 1991 року. Джон Грей Портер Кілскірі багато працював, щоб розширити і вдосконалити замок, добудовував споруди, кімнати, крила, котеджі. У 1991 році нащадок Портера — міс Лавінія Байрд продала маєток та замок Джеймсу Гамільтону — V герцогу Аберкорн, що придбав маєток для свого молодшого сина — лорда Ніколаса Гамільтона. Герцоги Аберкорн перетворили замок і маєток на туристичний об'єкт.
У 2004 році в замку в замку була відкрита кулінарна школа.
Для гостей замку доступні спортивні розваги: стрільба, вітрильний спорт.